# Лихај (Канзас)
Лихај (енгл. Lehigh) град је у америчкој савезној држави Канзас.

## Демографија
По попису из 2010. године број становника је 175, што је 40 (-18,6%) становника мање него 2000. године.
| Група             | 2000.       | 2010.       |
| Белци             | 200 (93,0%) | 167 (95,4%) |
| Афроамериканци    | 0 (0,0%)    | 0 (0,0%)    |
| Азијати           | 0 (0,0%)    | 0 (0,0%)    |
| Хиспаноамериканци | 3 (1,4%)    | 7 (4,0%)    |
| Укупно            | 215         | 175         |